# Cadherine

De voornaamste wisselwerking van de structurele proteïnen bij een adhaerensverbinding gebaseerd op cadherine

Cadherine (calcium dependent adhesion molecules) is een klasse van type-1 transmembraanproteïnen. Dit is een adhesiemolecuul dat zorgt voor cel-cel-contact en is verantwoordelijk voor de organisatie van weefsels en organen.  Zij zorgen ervoor dat de cellen in een weefsel bij elkaar blijven. Zij zijn hierbij afhankelijk van het gebruik van Ca2+ ionen.
Dit type van cel-cel-contact behoort tot de non-junctional complexes, omdat ze op moleculair niveau niet met transmissie-elektronenmicroscopie (TEM) gevisualiseerd kunnen worden. 
Als cadherine geïnactiveerd wordt, ontstaat weefselinvasie en metastasering, met kanker tot gevolg.
De transmembraneuze linker-proteïnen die tussenkomen in de celadhesie van adhaerens verbindingen zijn cadherinen die door een calcium (II) afhankelijk mechanisme verbonden blijven.